# Ringovn
En ringovn er en cirkulær eller oval ovntype til fremstilling af tegl eller kalk, hvor brændingen forskydes rundt i ovnen uden afbrydelse. Ovntypen er energi-effektiv, idet varmeoverskud fra afkøling af brændte tegl (eller kalk) anvendes til at forvarme luften frem mod forbrændingen, mens de varme røggasser efter forbrændingen anvendes til at forvarme og tørre tegl (eller kalksten), som endnu ikke er brændt. Den er samtidigt teknisk enkel, idet der er få bevægelige dele.

## Historie
Ovntypen blev opfundet af Friedrich Eduard Hoffmann. I 1858 tog Hoffmann, sammen med Albert Licht, patent på en ringovn til kontinuerlig teglbrænding.
Efter 1864, hvor Danmark havde tabt Sønderjylland og de derværende store teglværker, tilkaldte Alfred Hage Hoffmann, og i 1870 tog man ringovnen i brug ved Nivaagaards Teglværk i Nivå i Nordsjælland. Denne ringovn er så vidt vides den ældste stadig eksisterende i verden. Den første ringovn i Danmark opføres på Kæhlers Teglværk i Korsør i 1867. Ringovne blev afløst af tunnelovne, hvor murstenene køres på vogne gennem ovnen på 3 dage, og sparede arbejdskraft.

## Virkemåde
Frisk luft trækkes ind i ovnen ved de færdigbrændte sten (C) og afkøler disse, samtidig med at luften opvarmes. Ved de nyligst brændte tegl er ovnens åbninger stadig tilmurede (D), hvorved luften sidst når de sidst brændte tegl (E).
Ved forbrændingen (F) tilføres kul (P) og forbrændingen danner flammer med luftstrømmen. Røggassen fra forbrændingen (H) opvarmer og tørrer de tegl, som endnu ikke er brændt. Herved nedkøles røggassen, som via en røgkanal og en åben røglem (N) ledes til skorstenen (O).
Efter den åbne røgkanal blokeres luftstrømmen af lette vægge (K), som brænder væk (I) når der åbnes for den nærmeste kanal. Herved får røggassen adgang til den ubrændte tegl (M).
Der tilføres ubrændt tegl (R), som stables manuelt i ovnen adskilt af brændbare vægge (J); i samme arbejdsgang kan brændt tegl tages med ud (S).
Brændingen forskydes mod uret ved at åbningerne i ovnens sider tilmures (L) henholdsvis åbnes (C). Det kan tage 14 dage at komme rundt.